# ISO 11783
La norma ISO 11783, más conocida como ISOBUS, es una norma internacional que especifica la comunicación entre los dispositivos electrónicos utilizados en la maquinaria agrícola. Su propósito es el de homologar la comunicación entre la electrónica alojada en el tractor y las aplicaciones agrícolas mediante la normalización de los procesos de recolección, procesamiento, almacenamiento y transferencia de datos entre los sensores, actuadores, elementos de control y unidades de almacenamiento de información y visualización.